# (3490) Šolc
(3490) Šolc es un asteroide perteneciente al cinturón de asteroides, descubierto el 20 de septiembre de 1984 por Antonín Mrkos desde el Observatorio Kleť, České Budějovice, República Checa.

## Designación y nombre
Designado provisionalmente como 1984 SV. Fue nombrado Šolc en honor al físico checo Ivan Šolc.